# Лифанов, Александр Петрович
Лифанов Александр Петрович (род. 15 апреля 1996, Мегион, Тюменская область или Самара) — российский пятиборец. Чемпион юношеских Олимпийских игр в личном зачете (2014). Двукратный чемпион Европы (2014), серебряный призёр чемпионата Европы (2014), медалист чемпионатов мира 2013, 2014, 2015, 2016 годов. Чемпион Европы и Мира в командном зачете среди юниоров 2015, 2016 г.г. Заслуженный мастер спорта. Чемпион России в личном первенстве (2020).
Результаты
| Год  | Турнир                                   | Город                   | Место | Результат | Тип       | Вид          |
| ---- | ---------------------------------------- | ----------------------- | ----- | --------- | --------- | ------------ |
| 2012 | Первенство России среди кадетов Б        | Орел, Россия            | 5     | 11164     | командное | троеборье    |
| 2012 | Всероссийские соревнования               | Санкт-Петербург, Россия | 2     | 11360     | командное | троеборье    |
| 2013 | Всероссийские соревнования               | Челябинск, Россия       | 2     | 4504      | личное    | четырехборье |
| 2013 | Всероссийские соревнования               | Челябинск, Россия       | 3     | 12784     | командное | четырехборье |
| 2013 | Кубок Игоря Новикова                     | Санкт-Петербург, Россия | 2     | 4708      | личное    | четырехборье |
| 2013 | Летняя Спартакиада Учащихся России       | Самара, Россия          | 2     | 4504      | личное    | четырехборье |
| 2013 | Чемпионат Европы среди кадетов А         | Санкт-Петербург, Россия | 2     | 5020      | эстафета  | четырехборье |
| 2013 | Чемпионат мира среди кадетов А           | Ухань,Китай             | 1     | 4696      | микст     | четырехборье |
| 2014 | Всероссийские соревнования среди кадетов | Орел, Россия            | 1     | 4588      | личное    | четырехборье |
| 2014 | Всероссийские соревнования среди кадетов | Орел, Россия            | 2     | 13096     | командное | четырехборье |
| 2014 | Первенство России среди кадетов А        | Шахты, Россия           | 1     | 4720      | личное    | четырехборье |
| 2014 | Первенство России среди кадетов А        | Шахты, Россия           | 2     | 13316     | командное | четырехборье |
| 2014 | Всероссийские соревнования среди кадетов | Челябинск, Россия       | 2     | 1131      | личное    | четырехборье |
| 2014 | Всероссийские соревнования среди кадетов | Орел, Россия            | 2     | 3338      | командное | четырехборье |
| 2014 | Международный турнир                     | Сант-Бой, Испания       | 1     | 1190      | личное    | четырехборье |
| 2014 | Чемпионат мира среди кадетов А           | Будапешт,Венгрия        | 3     | 1151      | микст     | четырехборье |
| 2014 | Чемпионат мира среди кадетов А           | Будапешт,Венгрия        | 2     | 1129      | личное    | четырехборье |
| 2014 | Кубок Игоря Новикова                     | Санкт-Петербург, Россия | 1     | 1207      | личное    | четырехборье |
| 2014 | Чемпионат Европы среди кадетов А         | Упсала,Швеция           | 1     | 1191      | личное    | четырехборье |
| 2014 | Чемпионат Европы среди кадетов А         | Упсала,Швеция           | 1     | 3461      | командное | четырехборье |
| 2014 | Чемпионат Европы среди кадетов А         | Упсала,Швеция           | 2     | 1238      | эстафета  | четырехборье |
| 2014 | Юношеские Олимпийские Игры               | Нанкин,Китай            | 1     | 1184      | личное    | четырехборье |
| 2015 | Чемпионат Европы                         | София, Болгария         | 1     |           | командное | пятиборье    |
| 2015 | Чемпионат Мира                           | Мехико, Мексика         | 1     |           | командное | пятиборье    |
| 2015 | Чемпионат Мира                           | Мехико, Мексика         | 2     |           | эстафета  | пятиборье    |
| 2016 | Зимний турнир                            | Россия, Москва          | 2     |           | личное    | пятиборье    |
| 2016 | Чемпионат Европы                         | Польша                  | 1     |           | командное | пятиборье    |
| 2016 | Чемпионат мира                           | Египет                  | 3     |           | личное    | пятиборье    |
| 2016 | Чемпионат мира                           | Египет                  | 1     |           | эстафета  | пятиборье    |
| 2016 | Чемпионат мира                           | Египет                  | 1     |           | командное | пятиборье    |
| 2019 | Всемирные военные игры                   | Ухань, Китай            | 1     |           | личное    | пятиборье    |
| 2019 | Всемирные военные игры                   | Ухань, Китай            | 1     |           | командное | пятиборье    |
| 2021 | Чемпионат мира                           | Каир, Египет            | 1     |           | эстафета  | пятиборье    |
| 2021 | Чемпионат мира                           | Каир, Египет            | 2     |           | личное    | пятиборье    |